# Marathon de Londres 2012
Navigation
2011 2013
Le Marathon de Londres de 2012 est la 32e édition du Marathon de Londres au Royaume-Uni qui a eu lieu le dimanche 22 avril 2012. C'est le deuxième des World Marathon Majors à avoir lieu en 2012 après le Marathon de Boston. Le Kényan Wilson Kipsang Kiprotich remporte la course masculine avec un temps de 2 h 4 min 44 s, à trois secondes du record de l'épreuve détenu depuis 2011 par son compatriote Emmanuel Mutai. Chez les femmes, la Kényane Mary Keitany s'impose pour la deuxième fois consécutive en 2 h 18 min 37 s.

## Résultats

### Hommes
| Rang | Athlète                    | Nationalité | Temps           |
| ---- | -------------------------- | ----------- | --------------- |
|      | Wilson Kipsang Kiprotich   | Kenya       | 2 h 04 min 44 s |
|      | Martin Lel                 | Kenya       | 2 h 06 min 51 s |
|      | Tsegaye Kebede             | Éthiopie    | 2 h 06 min 52 s |
| 4    | Adil Annani                | Maroc       | 2 h 07 min 43 s |
| 5    | Jaouad Gharib              | Maroc       | 2 h 07 min 44 s |
| 6    | Abel Kirui                 | Kenya       | 2 h 07 min 56 s |
| 7    | Emmanuel Kipchirchir Mutai | Kenya       | 2 h 08 min 01 s |
| 8    | Marílson Gomes dos Santos  | Brésil      | 2 h 08 min 03 s |
| 9    | Samuel Tsegay              | Érythrée    | 2 h 08 min 06 s |
| 10   | Feyisa Lilesa              | Éthiopie    | 2 h 08 min 20 s |

### Femmes
| Rang | Athlète           | Nationalité | Temps           |
| ---- | ----------------- | ----------- | --------------- |
|      | Mary Keitany      | Kenya       | 2 h 18 min 37 s |
|      | Edna Kiplagat     | Kenya       | 2 h 19 min 50 s |
|      | Priscah Jeptoo    | Kenya       | 2 h 20 min 14 s |
| 4    | Florence Kiplagat | Kenya       | 2 h 20 min 57 s |
| 5    | Lucy Wangui Kabuu | Kenya       | 2 h 23 min 12 s |
| 6    | Aberu Kebede      | Éthiopie    | 2 h 24 min 04 s |
| 7    | Irina Mikitenko   | Allemagne   | 2 h 24 min 53 s |
| 8    | Jéssica Augusto   | Portugal    | 2 h 24 min 59 s |
| 9    | Atsede Baysa      | Éthiopie    | 2 h 25 min 59 s |
| 10   | Jeļena Prokopčuka | Lettonie    | 2 h 27 min 04 s |

### Fauteuils roulants (hommes)
| Rang | Athlète        | Nationalité | Temps           |
| ---- | -------------- | ----------- | --------------- |
|      | David Weir     | Royaume-Uni | 1 h 32 min 26 s |
|      | Marcel Hug     | Suisse      | 1 h 32 min 27 s |
|      | Krige Schabort | États-Unis  | 1 h 32 min 28 s |

### Fauteuils roulants (femmes)
| Rang | Athlète         | Nationalité | Temps           |
| ---- | --------------- | ----------- | --------------- |
|      | Shelly Woods    | Royaume-Uni | 1 h 49 min 10 s |
|      | Wakako Tsuchida | Japon       | 1 h 53 min 04 s |
|      | Diane Roy       | Canada      | 1 h 53 min 05 s |